# Grote slakkenhoop in het Orderbos

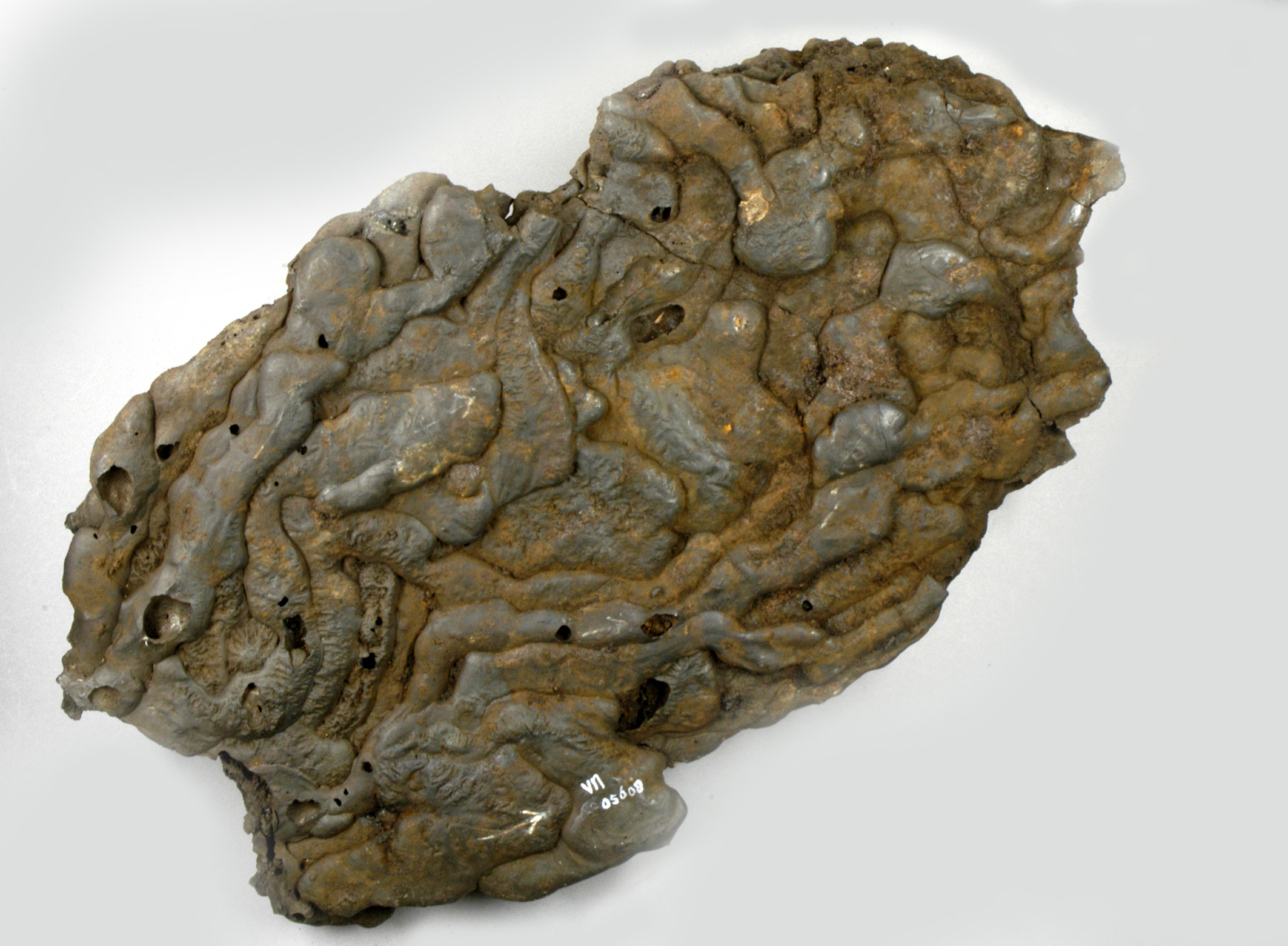
IJzerslak afkomstig van de middeleeuwse ijzerindustrie in het Orderbos.

De grootste slakkenhoop van Nederland bevindt zich in het Orderbos, aan de westrand van Apeldoorn.
Slakkenhopen zijn eigenlijk niets anders dan hopen met afval. Slakken zijn de resten gesmolten gesteente die overblijven na ijzerwinning. Op de Veluwe zijn meer dan 70 slakkenhopen aangetroffen. De afvalhopen bevinden zich meestal in de omgeving van ijzerkuilen. Uit de aantallen en groottes kan worden afgeleid dat hier in de vroege middeleeuwen, tussen ongeveer 700 en 1000 na Christus, sprake is geweest van een omvangrijke ijzerwinning.
Deze hoop bevat ongeveer 650.000 kilogram slakken. Een dergelijke hoeveelheid betekent dat er meer dan 200.000 kilo ijzer gewonnen is. Vermoedelijk dateert deze slakkenhoop van de vroege 8e eeuw tot de 2e helft van de 9e eeuw.
De locatie van ijzerslakken kan duiden op de nabijheid van ovens. Van de ijzerovens, waarin de ijzerhoudende stenen werden verhit totdat het ijzer gescheiden kon worden van de slak, is weinig meer teruggevonden. De ovens moesten namelijk grotendeels gesloopt worden om het ijzer eruit te kunnen halen. Vondsten van het ruwijzer zelf, dat 'wolf' werd genoemd, zijn zo mogelijk nog zeldzamer. Daar was het immers allemaal om begonnen. Dit 'zwarte goud van de Veluwe' werd verhandeld tot ver over de huidige grenzen van Nederland.
Op de Veluwe moeten meer van dergelijke enorme, en waarschijnlijk zelfs nog grotere, slakkenhopen hebben bestaan. Deze hopen zijn echter verdwenen doordat slakken gebruikt zijn voor wegverharding. Omdat de slakken nog een bepaalde hoeveelheid ijzer bevatten, heeft men ze later bovendien naar Deventer afgevoerd waar in de ijzerfabrieken het laatste ijzer eruit gesmolten werd. Een dergelijk hergebruik van slakken is niets ongewoons.